# (31104) Annanetrebko
(31104) Annanetrebko est un astéroïde de la ceinture principale.

## Description
(31104) Annanetrebko est un astéroïde de la ceinture principale. Il fut découvert le 30 juillet 1997 à Caussols par le programme ODAS. Il présente une orbite caractérisée par un demi-grand axe de 2,28 UA, une excentricité de 0,13 et une inclinaison de 5,1° par rapport à l'écliptique.
Il est nommé d'après la soprano autrichienne Anna Netrebko.